# Empidonomus varius
Empidonomus varius là một loài chim trong họ Tyrannidae.